# Lockheed P-7
O Lockheed P-7 foi um avião turboélice de patrulha marítima solicitado pela Marinha dos Estados Unidos como substituto do P-3 Orion. A configuração externa da aeronave era muito similar ao P-3. Entretanto, o projeto não progrediu muito antes de ser cancelado no início da década de 1990 como uma medida de redução de custos após o fim da Guerra Fria.

## Desenvolvimento
No meio da década de 1980, a Marinha dos Estados Unidos planejou substituir uma grande quantidade das aeronaves P-3 que estariam chegando ao fim de suas vidas durante a década de 1990. Afim de limitar os custos, a Marinha pensou em um P-3 modificado com uma carga útil maior e aviônicos atualizados. A aeronave se tornou conhecida como "P-3G", da qual 125 modelos seriam adquiridos um um período de cinco anos até 2001. Entretanto, a Marinha norte-americana não estava querendo selecionar o P-3G sem qualquer competição e emitiu então uma solicitação de propostas (em inglês:  Request for Proposals (RFP)) em Janeiro de 1987. Os competidores para a aeronave P-7A "LRAACA" - Aeronave Longo Alcance de Guerra Antisubmarina (em inglês:  Long-Range Air ASW-Capable Aircraft), eram:
- Boeing  - proposta utilizando um Boeing 757 modificado
- McDonnell Douglas - proposta utilizando um MD-90[1]

Em Outubro de 1988, a Marinha dos Estados Unidos anunciou que a Lockheed havia vencido a competição, pois a proposta da companhia tinha um custo bem inferior em relação aos competidores. O Conselho de Aquisição de Defesa dos Estados Unidos (em inglês:  Defense Acquisition Board (DAB)) recomendou um desenvolvimento completo do LRAACA em 4 de Janeiro de 1989. O custo planejado seria de cerca de US$600 milhões, com um limite de custo de US$750 milhões. Entretanto, em Novembro de 1989, a Lockheed anunciou que o custo havia ultrapassado em US$300 milhões devido a agenda apertada e problemas no projeto. Em 20 de Julho de 1990, a Marinha dos Estados unidos cancelou o programa do P-7A, "citando a incapacidade da Lockheed em progredir adequadamente para completar todas as fases do contrato". O programa foi então cancelado pelo DAB no final de 1990.

## Projeto
O P-7 foi projetado como uma versão maior do P-3C original. A fuselagem, similar à do P-3, foi aumentada em 2.40 m, e a envergadura em 2.10 m. A seção central da asa foi aumentada em comprimento, movendo os motores ainda mais distantes da fuselagem para reduzir os níveis de ruído na cabine. A cauda foi aumentada em cerca de 25% de área, mas diminuída em altura se comparada ao P-3. O P-7A seria motorizado com quatro motores turboélice General Electric T407-GE-400 com hélices de cinco pás.
Os planos iniciais incluíam os equipamentos eletrônicos Update IV oriundos do P-3C. A cabine de pilotagem seria equipada com oito telas CRT e um HUD para utilização de armamentos. Outros equipamentos incluíam um radar, um detector de anomalias magnéticas (MAD), flares, detectores eletro-ópticos, Receptor do alerta de radar, contramedidas infravermelha nos exaustores dos motores e painéis de deflexão de laser nas janelas. O snesor primário de detecção de submarinos seria o sonobuoy, dos quais 112 seriam carregados internamente; 38 adicionais poderiam ser armazenados para recarregamento em voo. Outros 150 poderiam ser carregados em 10 pontos sob a asa.
O novo projeto tinha uma baia de bombas internas para um máximo de 3,400 kg de armas e 12 pilones sobre a asa.